# Vila Boa (Goiás)
Vila Boa est une municipalité brésilienne de l'État de Goiás et la microrégion d'Entorno do Distrito Federal.